# James McCarthy

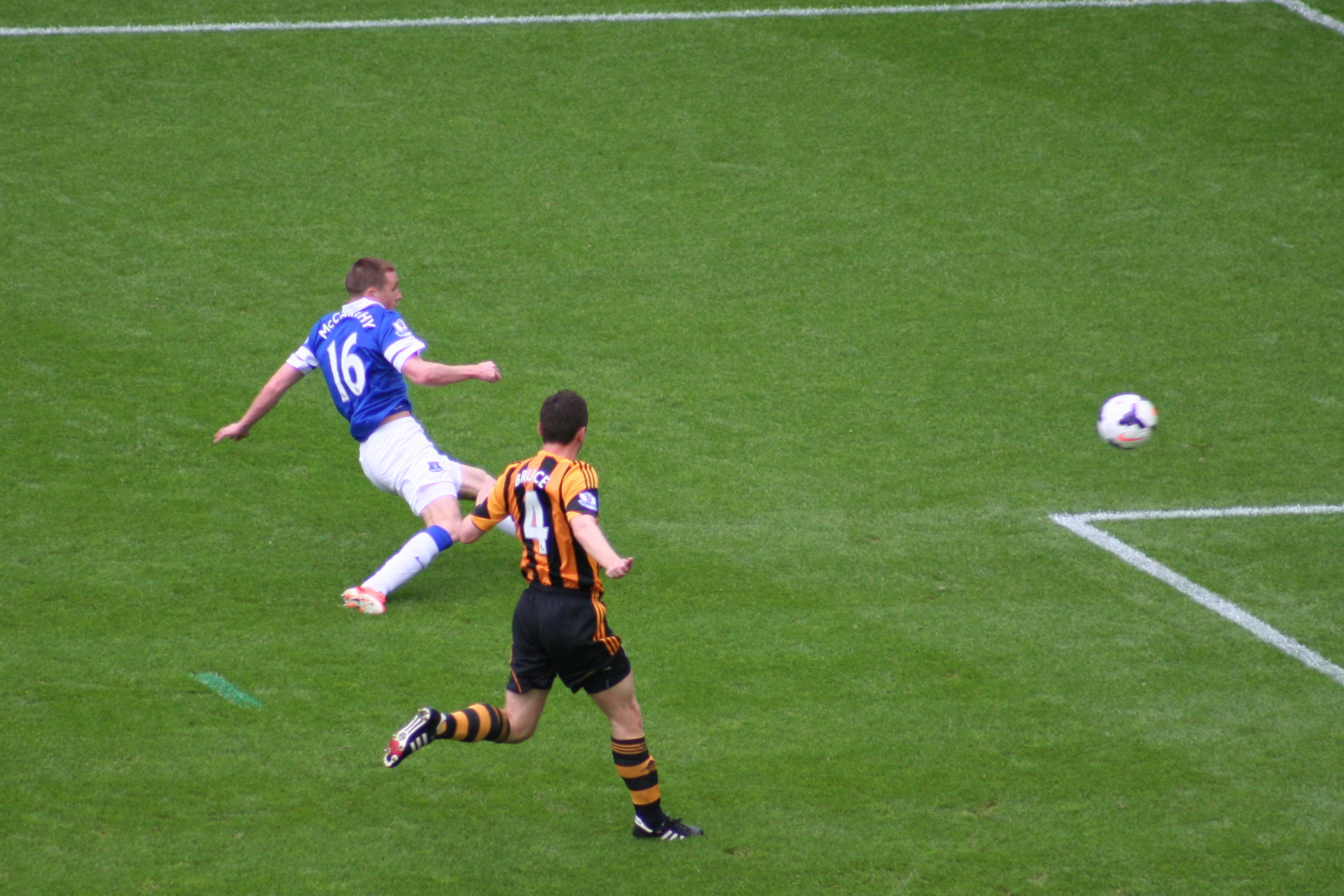
McCarthy zdobywający swoją pierwszą bramkę dla Evertonu (2014)

James Patrick McCarthy (ur. 12 listopada 1990 w Glasgow) – irlandzki piłkarz szkockiego pochodzenia występujący na pozycji prawego pomocnika w Celtiku.

## Kariera klubowa
McCarthy jest wychowankiem Hamilton Academical. Do pierwszego zespołu tego klubu włączony został przed sezonem 2006/2007. 30 sierpnia 2006 roku zadebiutował w meczu Scottish First Division z zespołem Queen of the South (1:1). 6 stycznia w meczu Pucharu Szkocji z Livingston zdobył pierwszą bramkę dla swojego klubu, zaś pierwszą bramkę w lidze strzelił w kwietniowym meczu z St. Johnstone. Przez cały sezon był podstawowym pomocnikiem klubu i rozegrał 23 ligowe mecze. W następnym sezonie wystąpił 35-krotnie i strzelił sześć goli. Hamilton Academical awansował także do Premier League.
W najwyższej szkockiej lidze zawodnik zadebiutował 11 sierpnia 2008 roku w meczu z Dundee United, przegranym 3:1. 13 września w spotkaniu z Aberdeen strzelił pierwszą bramkę. W całym sezonie rozegrał 37 meczów. Otrzymał również tytuł SPFA Young Player of the Year, przyznawany dla najlepszego zawodnika młodego pokolenia w Scottish Premier League. Dwukrotnie został również najlepszym młodym piłkarzem miesiąca w lidze (w grudniu 2008 i lutym 2009).
21 lipca 2009 roku przeszedł za 1,2 miliona funtów do Wigan Athletic. 22 sierpnia zadebiutował w nowym klubie w meczu z Manchesterem United.
2 września 2013 roku został zawodnikiem Evertonu.
20 stycznia 2018 roku w meczu Premier League doznał poważnego złamania nogi.

## Statystyki kariery
Aktualne na dzień 22 kwietnia 2019 r.
| 2006/07            | Hamilton           | Scottish Firt Division  | 23  | 1  | 1  | 1 | 0  | 0 | – | – | 24  | 2  |
| 2007/08            | Hamilton           | Scottish Firt Division  | 35  | 6  | 2  | 0 | 5  | 1 | – | – | 43  | 7  |
| 2008/09            | Hamilton           | Scottish Premier League | 37  | 6  | 3  | 0 | 3  | 0 | – | – | 43  | 6  |
| 2009/10            | Wigan              | Premier League          | 20  | 1  | 3  | 1 | 1  | 0 | – | – | 24  | 2  |
| 2010/11            | Wigan              | Premier League          | 24  | 3  | 1  | 0 | 2  | 0 | – | – | 27  | 3  |
| 2011/12            | Wigan              | Premier League          | 33  | 0  | 0  | 0 | 1  | 0 | – | – | 34  | 0  |
| 2012/13            | Wigan              | Premier League          | 38  | 3  | 4  | 0 | 0  | 0 | – | – | 42  | 3  |
| 2013/14            | Wigan              | Championship            | 5   | 0  | 0  | 0 | 0  | 0 | – | – | 6   | 0  |
| 2013/14            | Everton            | Premier League          | 34  | 1  | 4  | 0 | 1  | 0 | – | – | 39  | 1  |
| 2014/15            | Everton            | Premier League          | 28  | 1  | 0  | 0 | 1  | 0 | 8 | 0 | 37  | 1  |
| 2015/16            | Everton            | Premier League          | 29  | 2  | 4  | 0 | 4  | 0 | 0 | 0 | 37  | 2  |
| 2016/17            | Everton            | Premier League          | 12  | 1  | 0  | 0 | 1  | 0 | 0 | 0 | 12  | 1  |
| 2017/18            | Everton            | Premier League          | 4   | 0  | 1  | 0 | 1  | 0 | 0 | 0 | 6   | 0  |
| 2018/19            | Everton            | Premier League          | 1   | 0  | 0  | 0 | 0  | 0 | 0 | 0 | 1   | 0  |
| Łącznie w karierze | Łącznie w karierze | Łącznie w karierze      | 322 | 25 | 23 | 2 | 20 | 1 | 8 | 0 | 376 | 28 |